# Oddington (Oxfordshire)
Oddington is een civil parish in het bestuurlijke gebied Cherwell, in het Engelse graafschap Oxfordshire met 129 inwoners.